# Ambassis dussumieri
Ambassis dussumieri és una espècie de peix pertanyent a la família dels ambàssids.

## Descripció
- Fa 10 cm de llargària màxima.[5][6]

## Hàbitat
És un peix d'aigua dolça, salabrosa i marina; demersal i de clima tropical.

## Distribució geogràfica
Es troba a Austràlia, la Xina, Timor Oriental, l'Índia (incloent-hi les illes Andaman), Indonèsia, Maurici, les illes Filipines, les Seychelles i Sud-àfrica.

## Observacions
És inofensiu per als humans.